# Kim Young-uk
Kim Kyung-uk (, Corea del Sur, 24 de abril de 1991) es un futbolista surcoreano. Juega de centrocampista y su equipo actual es el Chunnam Dragons.

## Selección nacional

### Participaciones en Copas del Mundo
| Mundial                     | Sede     | Resultado        | Partidos | Goles |
| --------------------------- | -------- | ---------------- | -------- | ----- |
| Copa Mundial Sub-20 de 2011 | Colombia | Octavos de final | 4        | 1     |

## Clubes
| Club            | País          | Año           |
| --------------- | ------------- | ------------- |
| Chunnam Dragons | Corea del Sur | 2010-presente |